# Vytyčovací páska
Vytyčovací páska (též výstražná páska či bariérová páska) je speciální druh nelepicí pásky, která slouží k vytyčení (ohraničení) nezabezpečených prostor. Používá se jako fyzická bariéra pro zamezení přístupu osob, nebo k jejich odrazení od vstupu z důvodu bezpečnosti nebo zákazu vstupu. Existují různé druhy vytyčovacích pásek.

## Česko
V České republice se používá několik druhů vytyčovací pásek pro civilní nebo profesionální využití, zejména složkami integrovaného záchranného systému. Vzhled vytyčovacích pásek je dán normou ČSN ISO 3864-1, která upravuje vzhled bezpečnostního značení, v tomto případě pásů.

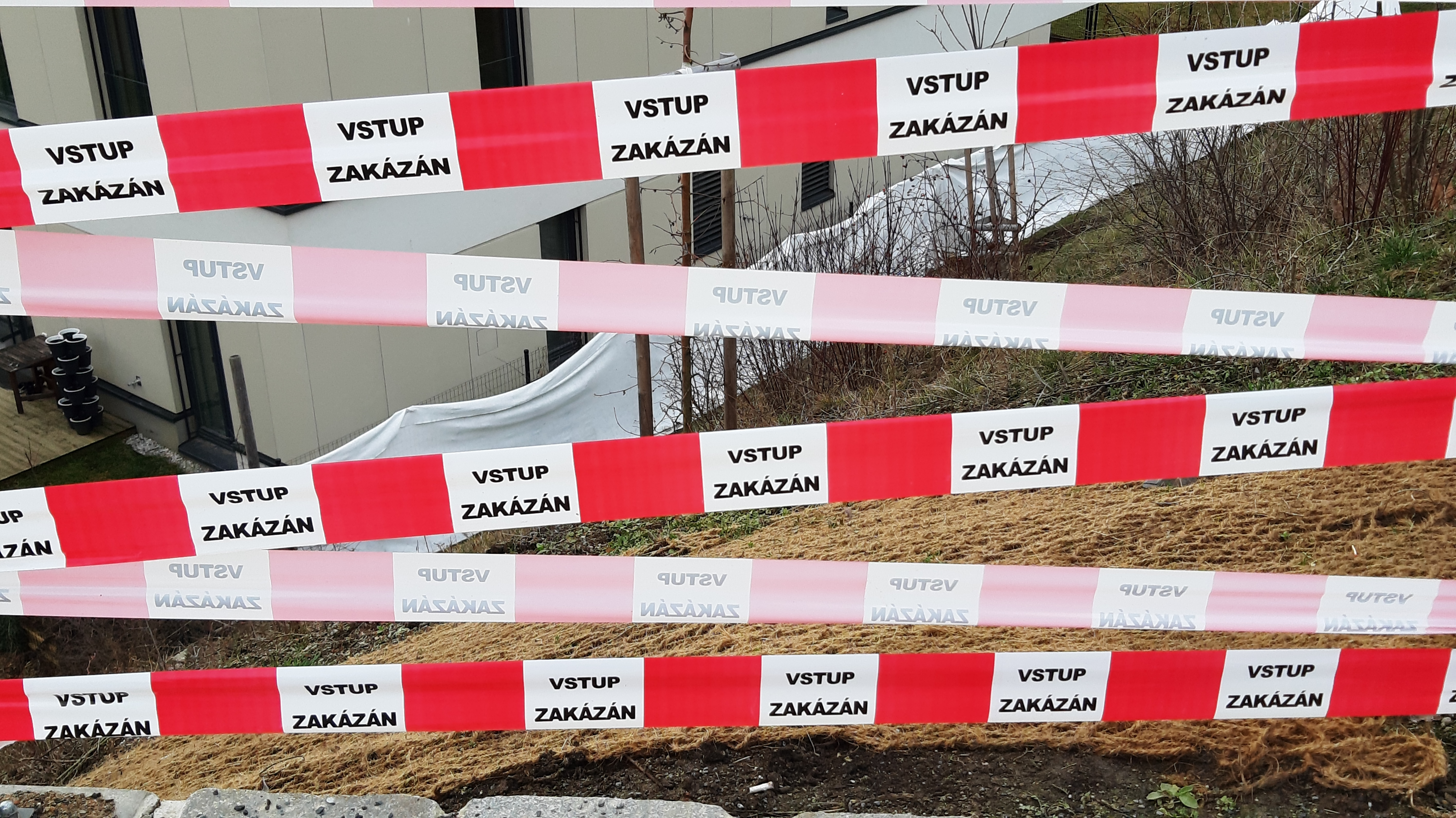
Vytyčovací páska červenobílé kombinace s 90° sklonem dělení šrafování a přidaným textem "vstup zakázán".

### Typy
V České republice se dle normy ČSN ISO 3864-1 používají zejména tyto druhy (barevné kombinace) vytyčovacích pásek: 

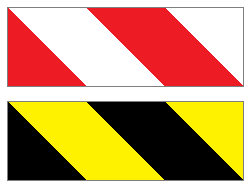
Základní dva druhy vzhledu vytyčvací pásek - barevné kombinace žlutá a kontrastní černá a červená a kontrastní bílá

#### Barevné kombinace
- Žlutá a kontrastní černá  Žlutočerné šrafování pásky se sklonem zhruba 45°. Tato barevná kombinace se využívá zejména pro vytyčení nebezpečných míst nebo fyzických nebezpečí (např. zařízení mimo provoz, nebezpečné stavy apod.) a signalizuje varování.
- Červená a kontrastní bílá  Červenobílé šrafování pásky se sklonem zhruba 45°. Tato barevná kombinace se rovněž může využít pro vytyčení nebezpečných míst, avšak tato barevná kombinace signalizuje primárně zákaz vstupu. Hojně se vyskytují verze této pásky s přidaným natištěným textem, např. „vstup zakázán“ nebo „nepovolaným vstup zakázán“.

Norma dále uvádí barevné kombinace „modrá a kontrastní bílá“, k označení příkazu a „zelená a kontrastně bílá“ k označení bezpečných stavů. Tyto barevné kombinace se však pro vytyčovací pásky obvykle nepoužívají.
Existují verze pásek s 90° dělením namísto 45° sklonu šrafování.

##### Velikost
Vytyčovací pásky jsou obvykle dostupné v kruhových návinech v běžných délkách 100m, 250m nebo 500m.

##### Materiál
Pásky jsou vyráběny z různých materiálů. Často jsou vyráběny z LDPE fólií, polypropylenu nebo polyvinylchloridu (PVC).

### Vytyčovací pásky používané IZS a bezpečnostními sbory

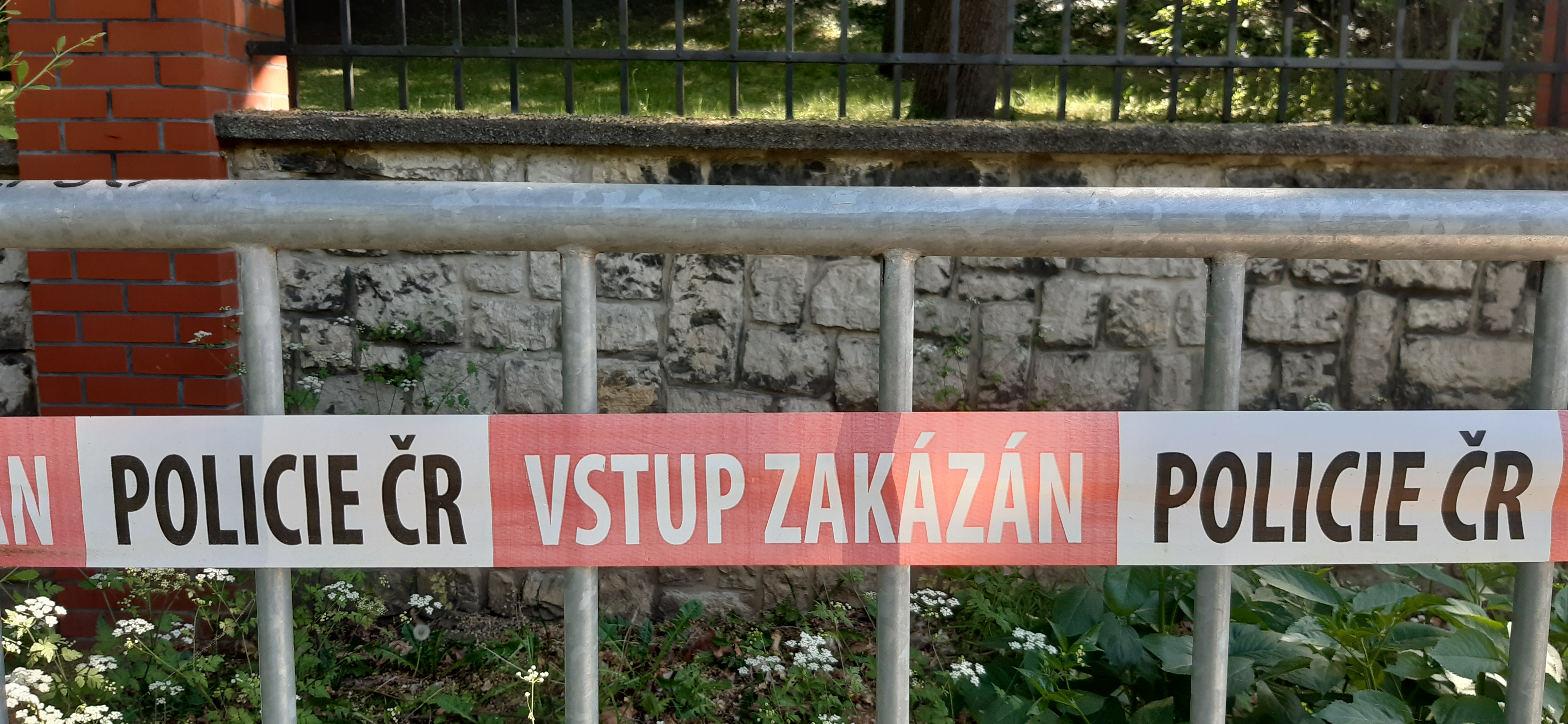
Vytyčovací páska Policie České republiky

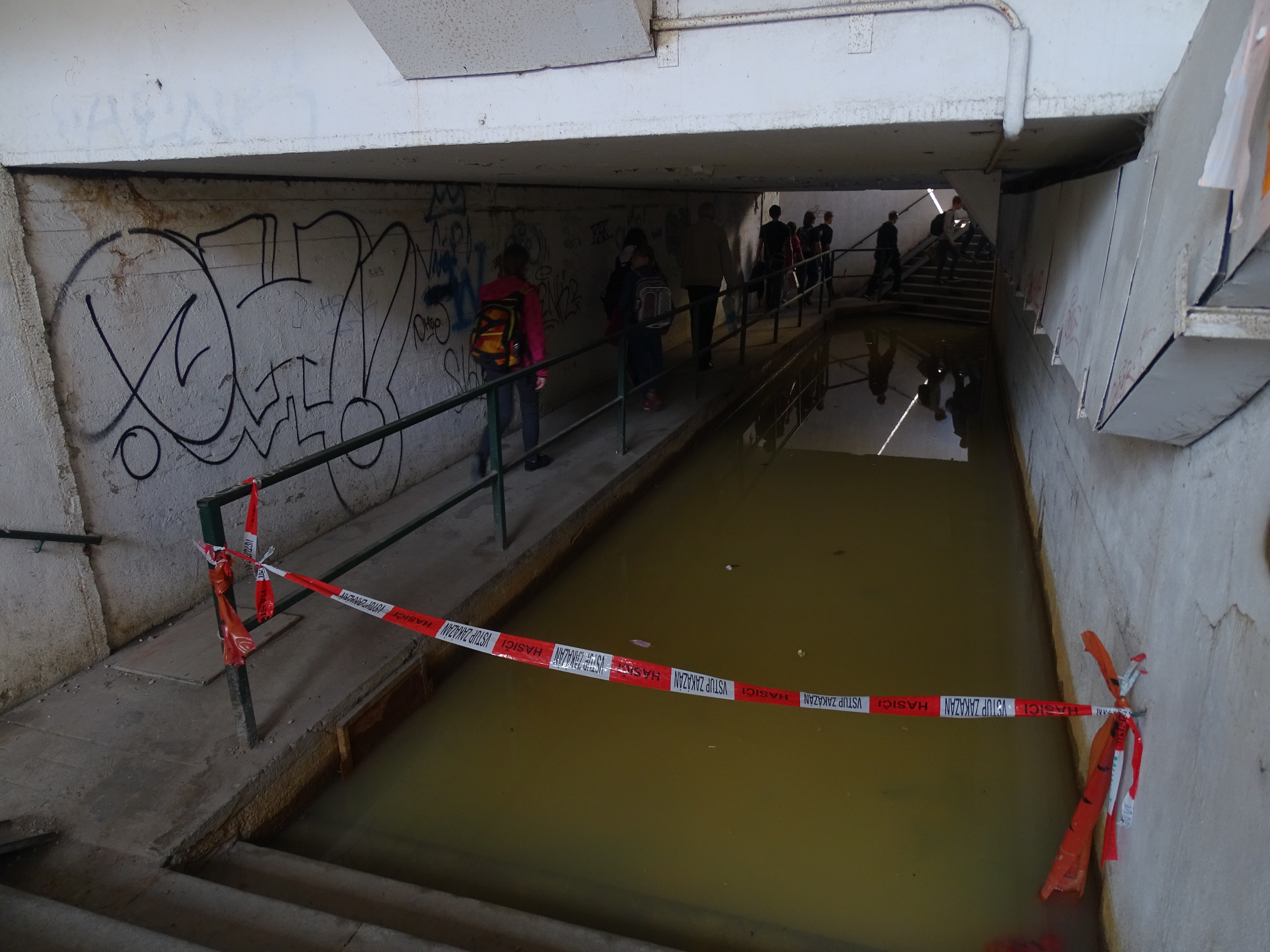
Vytyčovací páska „Hasiči - vstup zakázán“ upozorňující na zatopený podchod

Vytyčovací pásky, které používají složky integrovaného záchranného systému slouží především k vytyčení míst, kde je veřejnosti vstup zakázán z důvodu zásahu IZS, probíhajícímu vyšetřování policie či rovněž z důvodu hrozícího nebezpečí. Tyto pásky, až na výjimky, používají červenobílou barevnou kombinaci s přidaným textem „vstup zakázán“ a dále druhem složky. Setkat se lze s těmito páskami:
- POLICIE ČR - VSTUP ZAKÁZÁN
- HASIČI - VSTUP ZAKÁZÁN
- VOJENSKÁ POLICIE - VSTUP ZAKÁZÁN

Policie České republiky má vzhled vytyčovací pásky dán vyhláškou č.122/2015 Sb. o policejním značení. Vojenská policie ji upravuje ve vyhlášce č. 301/2013 Sb. - o stanovení způsobu zevního označení Vojenské policie a vojenských policistů, vzoru služebního průkazu a barevného provedení a označení dopravních a speciálních prostředků Vojenské policie. 

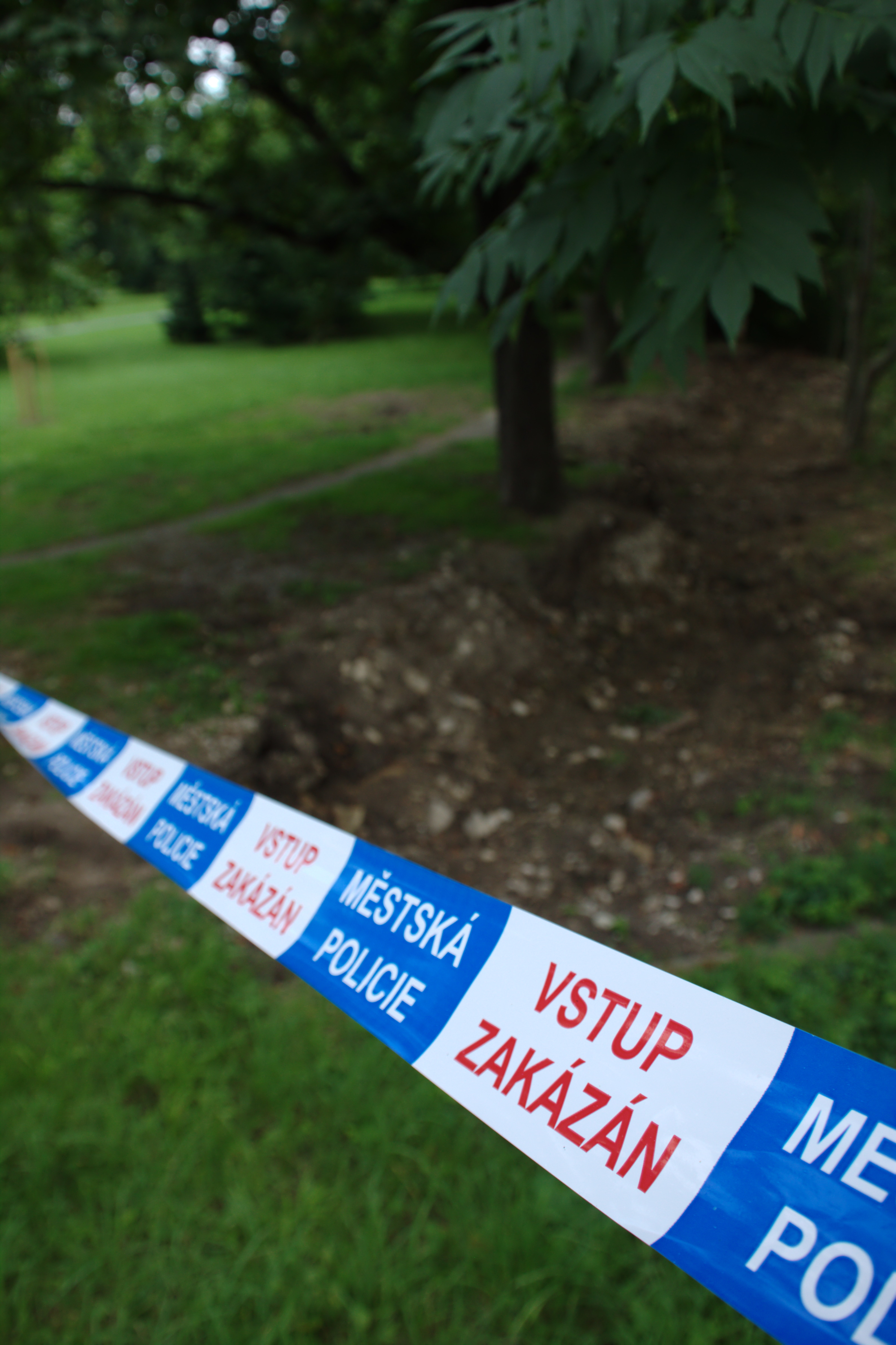
Páska MP

Některé složky nevyužívají červenobílou barevnou kombinaci. Obecní (městská) policie nebo Celní správa ČR využívá pásky s modrobílým šrafováním. Jedná se o speciální výjimku. Celní správa vzhled pásky definuje ve vyhlášce č. 286/2012 Sb. - o vnějším označení, odznacích, služebních stejnokrojích a zvláštním barevném provedení a označení služebních vozidel celní správy. 

## Vytyčovací pásky v jiných zemích

### Velká Británie
Ve Spojeném království se využívají podobné vytyčovací pásky jako v České republice. Jedná se zejména o pásky s červenobílým a žlutočerným šrafováním. Dle místních zákonů a regulací by měly být označeny prostory kde hrozí styk osob s nebezpečnými jevy. Jedná se zejména o překážky a nebezpečné stavy. 
Záchranné a policejní složky využívají vytyčovacích pásek k uzavření prostor, kde probíhá zásah, nebo hrozí nebezpečí pro veřejnost. 

### Německo
V německu se vzhled pásek rovněž řídí dle norem ISO 3864 a některých norem DIN. U bezpečnostních složek se lze setkat s červenobílými páskami s textem „Polizeiabsperrung“ („policejní kordón“) či „Feuerwehr“ („hasiči“).
V případě civilních pásek existují verze potištěné nápisem „Achtung“ („pozor“) či „Baustelle“ („stavba“).

### Spojené státy
V USA se k ohraničení nezabezpečených prostor používá široká řada vytyčovacích pásek.
Obecně platí, že se tyto pásky řídí americkými normami OSHA (1910.22, 1910.144) a ANSI Z535.5-2007.

#### OSHA
Dle norem OSHA existují tyto barevné kombinace bezpečnostních pásek.
1. Červenobílá - označuje požární a protipožární vybavení a subjekty protipožární bezpečnosti
2. Černobílá - Úklid či značení uliček
3. Purpurová/žlutá - označení radiačního nebezpečí
4. Zelenobílá - označení bezpečných stavu a bezpečnostních prvků
5. Modrobílá - závadné stroje/vybavení (zařízení mimo provoz)
6. Oranžová/bílá - dopravní značení
7. Černožlutá - fyzická nebezpečí

#### ANSI
Norma ANSI Z535.5-2007 specifikuje následující značení:
- Žlutá páska s černým nápisem  „CAUTION“ ( „POZOR“) případně  „CAUTION DO NOT ENTER“  ( „POZOR - NEVSTUPUJ“)  Využívána k vytyčení méně až středně závažných stavů, jako například výkopů, nízko umístěných objektů či překážek.
- Červená páska s černým nápisem „DANGER“ ( „NEBEZPEČÍ“)  případně „DANGER DO NOT ENTER“ ( „NEBEZPEČÍ - NEVSTUPUJ“)  Využívaná k vytyčení závažně nebezpečných míst, jako například v místech práce ve výškách, okolo obnažených přístrojů nebo rozvodů pod napětím.

Dále je specifikována fialovožlutá páska signalizující radiační nebezpečí. Existují také podzemní pásky pro vytyčení rozvodů elektřiny, plynu atd.

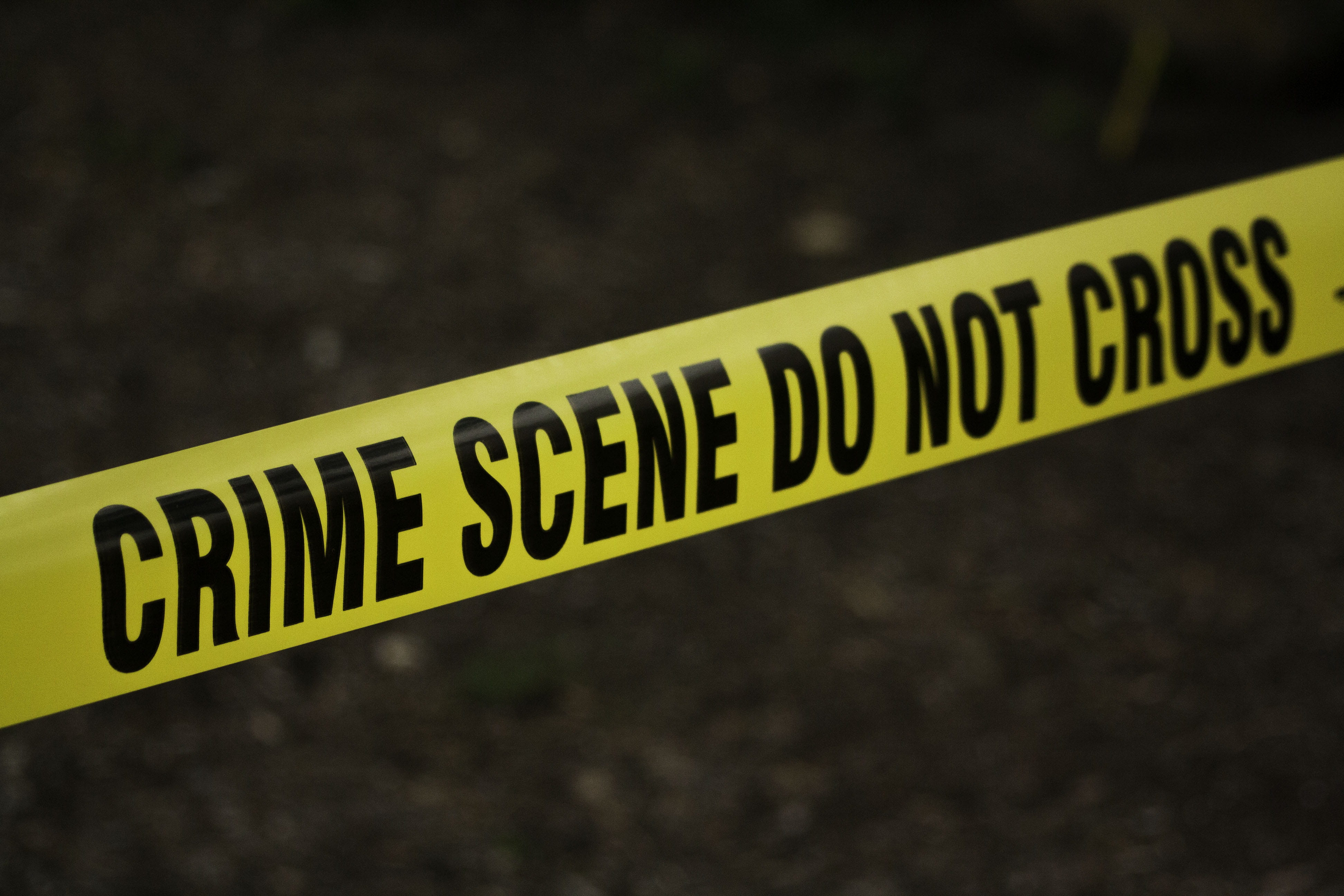
Alternativní policejní páska

#### Pásky využívané bezpečnostními a záchrannými sbory

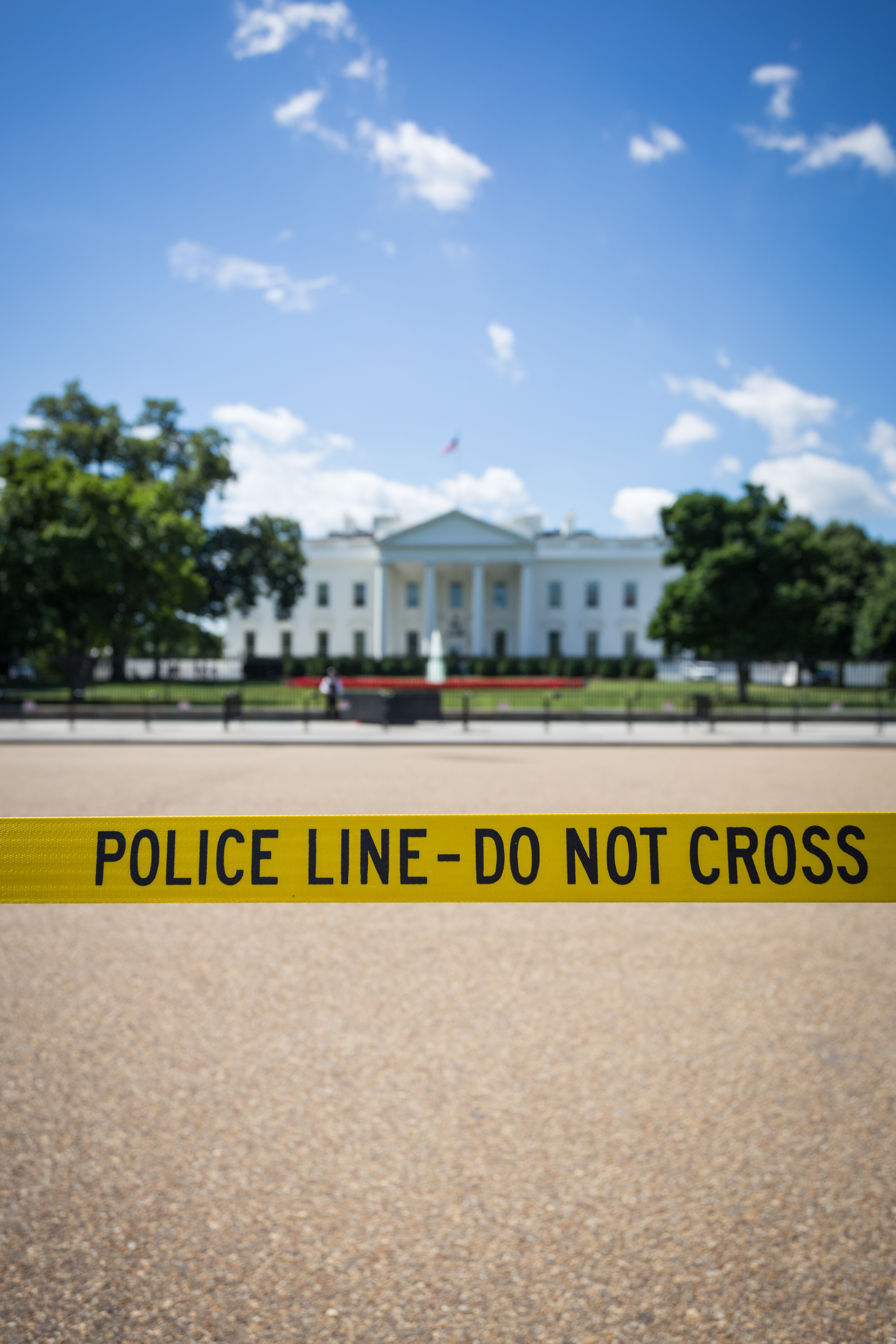
Policejní pásky v USA

V USA se tyto pásky řídí většinou normou ANSI Z535.5-2007. 
Policejní sbory využívají zejména žlutých pásek, které jsou označený černým textem „POLICE LINE DO NOT CROSS“ („POLICEJNÍ KORDÓN - NEVSTUPUJ“) či alternativně s textem „CRIME SCENE DO NOT CROSS“ („MÍSTO ČINU - NEVSTUPUJ“). Existuje také varianta pro šerify s textem „SHERIFF'S LINE DO NOT CROSS“. 
Hasiči mohou využívat pásek s textem „FIRE LINE DO NOT CROSS“.